# Poitevin (langue)
Pour les articles homonymes, voir Poitevin.
Le poitevin (pouétevin ou potevin, en graphie normalisée « poetevin ») ou parlanjhe est une langue d'oïl de la famille des langues romanes.
Il est parlé dans l'ancienne province du Poitou, le nord de l'Aunis et quelques autres secteurs limitrophes.
Il est associé au saintongeais au sein d'un groupe poitevin-saintongeais.
Le poitevin a eu une influence dans le québécois, l'acadien et le cadien.

## Aire linguistique

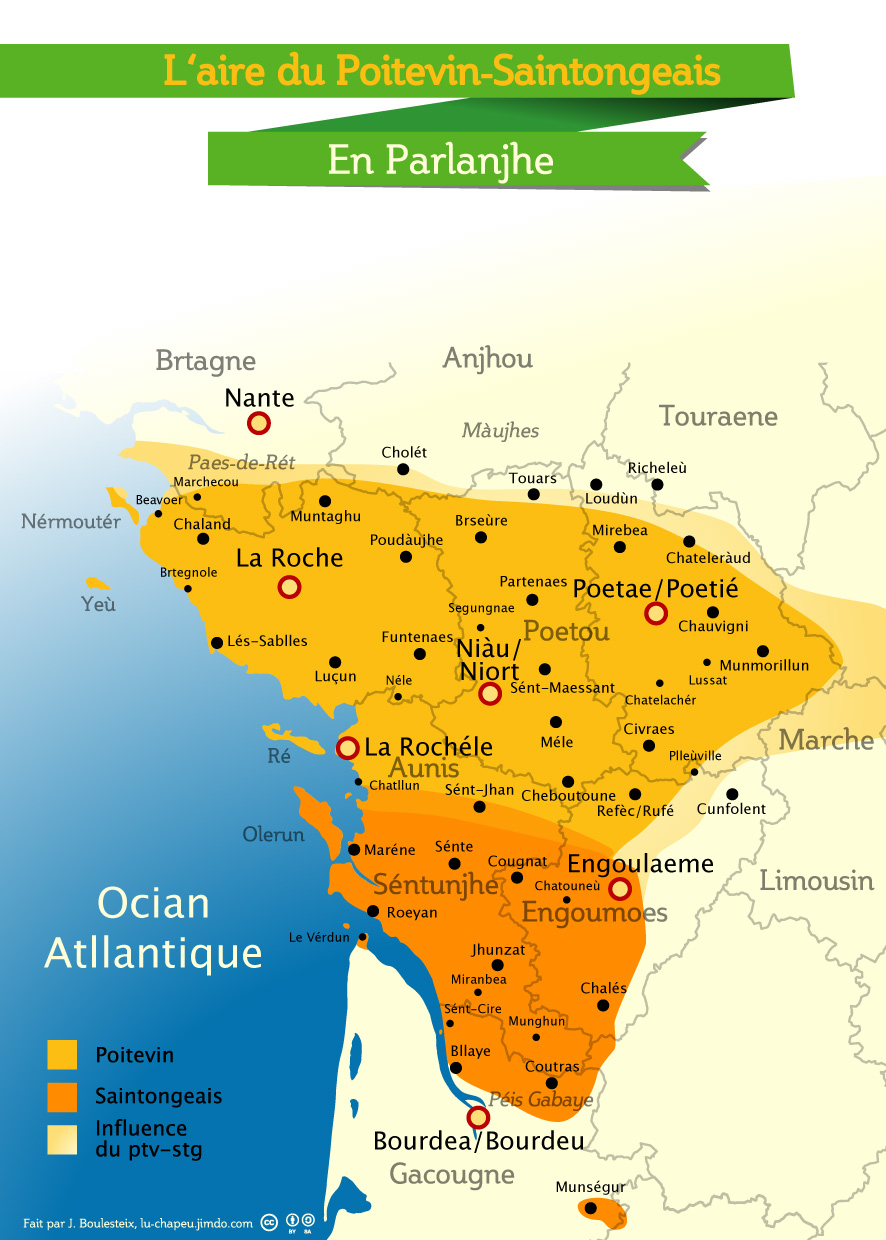
Aire linguistique du Poitevin-Saintongeais, avec les noms de villes (et autres) en parlanjhe.

L'aire linguistique du poitevin recouvre le Poitou dont la Vendée, les Deux-Sèvres (sauf le Nord thouarsais), la Vienne (sauf quelques communes occitanes au sud, et sauf le Nord loudunais), le sud de la Loire-Atlantique (pays de Retz), le sud du Maine-et-Loire (le Choletais), le nord-ouest de la Charente (la majeure partie du Ruffécois,,,, la bordure d'oïl du Confolentais : Le Bouchage et Pleuville en partie), l'extrême nord de la Charente-Maritime (île de Ré,, nord de l'Aunis, région de Surgères et pointe de Saintonge montant vers Frontenay-Rohan-Rohan, régions de Loulay et d'Aulnay,), ainsi que quelques communes de l'extrême sud-ouest de l'Indre (vers Le Blanc, Bélâbre, Argenton-sur-Creuse).

## Classification

Carte des langues d'oïl selon Marie-Rose Simoni-Aurembou.

Depuis 1831, et même dès 1640, le poitevin est associé au saintongeais au sein d'un groupe poitevin-saintongeais, association confirmée par les publications d'universitaires des universités de Liverpool, Angers, Poitiers,, 
Lyon, Nantes, Clermont-Ferrand, et Caen, ou de l'Institut national de la langue française de Nancy.
En amont de ces travaux d'universitaires (dont deux émanent de Charentais,, deux de Vendéens, et deux de Haut-Poitevins, ), parmi les premiers à grouper parler poitevin et saintongeais en un même groupe linguistique, on trouve surtout des érudits saintongeais tant de Charente-Maritime que de Charente,.
Depuis 1905, on donne le nom de poitevin-saintongeais à ce groupement du poitevin et du saintongeais. Auparavant on donnait (dans la littérature spécialisée) le nom de « poitevin » (au sens large) à ce groupement du poitevin et du saintongeais,,,.
- Analyse lexicale : en 1926 le linguiste charentais Adolphe-Louis Terracher, né à Vindelle en Charente, université de Liverpool puis Strasbourg, auteur d'une thèse sur Les aires morphologiques dans les parlers populaires du Nord-Ouest de l'Angoumois, caractérise l'ensemble linguistique poitevin et saintongeais en ces termes : « Il suffit de parcourir les cent premières cartes de l’Atlas linguistique de la France de MM. Gilliéron et Edmont pour s’apercevoir que les parlers du Centre-Ouest (Poitou, Aunis, Saintonge et Angoumois) gardent, aujourd’hui encore et à les prendre d’ensemble, une indéniable originalité. Comme toutes les originalités, elle s’affirme dans ce qu’ils ont en propre, dans ce qui ne se retrouve normalement ni au nord de la Loire (Touraine et Anjou), ni aux lisières occidentales du Massif Central (Limousin et Périgord), ni au sud de la Gironde et de la Dordogne (Gascogne), à savoir : des termes spéciaux (tels que brelière, anse de panier, ou borde, arête de poisson), des déplacements très particuliers d’accent (par exemple, dans les troisièmes personnes du pluriel des verbes : i devant, ils doivent ; il avant, ils ont), etc. Mais cette originalité est faite encore – et pour une part tout aussi importante sans doute – de l’accord qu’offrent alternativement ces parlers, soit avec ceux de l’ouest de la langue d’oïl (de la Manche à la Gironde règne le type j’allons, nous allons, tandis que le Limousin emploie n’ ou nous comme pronom sujet des premières personnes du pluriel, que le Midi n’exprime pas ; aller, avoine… s’y opposent à ana, civada… du sud et de l’est), - soit avec ceux de la langue d’oc (des Pyrénées à la Loire abeille contraste avec l’avette tourangeau et angevin et la mouche à miel du Berry et de l’Orléanais ; fisson, aiguillon de guêpe, vergne, aune, se disent aussi en Limousin et au Midi, mais ne dépassent guère la Loire au nord ; cf. encore les types français aile, tel, brebis… qui sont, dans les pays d’ « au-delà Loire », ale, tau, oueille…) »[14].

- Analyse phonétique : en 1960 le linguiste Jacques Pignon, né à Latillé dans la Vienne,  (université de Poitiers puis Sorbonne), dans sa thèse : L'évolution phonétique des parlers du Poitou (Vienne et Deux-Sèvres)  dit dans sa conclusion « Il est évident que l’évolution phonétique des parlers poitevins et celle des parlers saintongeais est à peu près parallèle. Ils constituent, à l’ouest du domaine gallo-roman, une aire originale où se rencontrent, d’une part, traits d’oc et traits d’oïl, de l’autre quelques développements particuliers, inconnus dans les provinces limitrophes situées au Nord et au Sud» expliquant avoir trouvé[16] :
  - 16 traits absents du français mais communs au poitevin et aux parlers du nord-ouest (Touraine, Anjou, Maine, Haute-Bretagne et parfois Basse-Normandie) dont 5  communs avec le saintongeais et 5 l'étaient autrefois ;
  - 2 traits absents du français moderne (présents autrefois en français) mais communs au poitevin et aux parlers du nord-ouest, les 2 étant communs aussi avec le saintongeais ;
  - 7 traits absents du français et des parlers du nord-ouest, mais particuliers au poitevin, tous les 7 communs avec le saintongeais ;
  - 16 traits absents du français et des parlers du nord-ouest, mais communs au poitevin et à l'occitan, tous les 16 communs avec le saintongeais.

- Analyse dialectométrique : en 2003, le linguiste Hans Goebl, de l'université de Salzbourg, publie son analyse dialectométrique de 1421 cartes de l'Atlas linguistique de la France. Au niveau de l'analyse supra-dialectale (carte 20) il montre que le domaine d'oïl se divise en plusieurs groupes : picard-wallon, lorrain-franc-comtois-bourguignon-morvandiau... et poitevin-saintongeais.

À un niveau plus fin, celui de l'analyse dialectale (carte 22), les groupes se scindent : picard d'un côté et wallon de l'autre, bourguigon-morvandiau séparé du franc-comtois et du lorrain, mais le poitevin-saintongeais reste un bloc, constituant une unité dialectale de même niveau que le picard, le champenois, le lorrain, le franc-comtois ou le bourguigon-morvandiau. À ce niveau d'analyse, le groupe normand-gallo-angevin n'est toujours pas scindé mais le serait à un niveau plus fin encore (carte 21), où le poitevin-saintongeais reste là encore un bloc.
Limite nord et limite interne : en 2010, Éric Nowak, synthétisant les données disponibles dans les Atlas dont celui du CNRS et les divers monographies et travaux universitaires, met en évidence l'existence :
- d'un faisceau de 10 limites morphologiques et phonétiques, constituant la limite nord du poitevin, et du poitevin-saintongeais, par rapport aux parlers du Nord-Ouest (angevin, etc.), passant par le Pays de Retz, Le Choletais, le Thouarsais, le Loudunais et le Châtelleraudais ;
- d'un faisceau de 4 limites morphologiques et phonétique, donc plus réduit que le précédent (et relativisable sur le plan diachronique c'est-à-dire à nuancer plus on remonte dans le temps) constituant la limite interne entre poitevin et saintongeais, passant aux alentours de Rochefort, Saint-Jean-d'Angély et Saint-Amant-de-Boixe[1].

Liste des langues de France : entre janvier 2007 et janvier 2010, le poitevin apparaissait dans la liste des langues de France, langues d'oïl, sur le site de la Délégation générale à la langue française et aux langues de France (DGLFLF), service du ministère de la Culture, les langues poitevin et saintongeais y remplaçant la mention poitevin-saintongeais.
Début 2010, une nouvelle présentation du poitevin est faite, le poitevin-saintongeais réapparaissant dans la liste des langues de France, langues d'oïl, sur le site de la Délégation générale à la langue française et aux langues de France (DGLFLF), service du ministère de la Culture, sous le libellé suivant : « poitevin-saintongeais [dans ses deux variétés : poitevin et saintongeais] ».

## Orthographe
L'écriture en poitevin fait le plus souvent appel à autant d'orthographes qu'il y a d'auteurs, faute de norme graphique largement diffusée ou acceptée. Ces orthographes « patoisantes » se basent souvent sur les solutions orthographiques du français.
Pourtant, durant le dernier tiers du XXe siècle plusieurs normes graphiques (« orthographes ») ont été successivement et/ou concurremment élaborées pour le poitevin, sans se limiter à une variété (toutes ces graphies normées ayant été conçues d'emblée pour être utilisées aussi bien pour le poitevin que le saintongeais) : graphie de Jacques Duguet (1971), graphie SEFCO première version (1978), graphie SEFCO seconde version (1992), graphie  Pierre Bonnaud (1982), graphie UPCP  phonétique dite « localisée » (1982), graphie UPCP diasystémique dite « normalisée» (1989). Voir les détails au chapitre Codification>Orthographe>Normes graphiques de la page poitevin-saintongeais.
La dernière de ces graphies, dite « normalisée », s'écartant beaucoup des habitudes du français, cristallise autour d'elle beaucoup d'opposition. Vulgarisée sous le nom d'« orthographe normalisée du poitevin-saintongeais » elle est parfois dans le grand public confondue avec la notion de « poitevin-saintongeais » qui n'a pourtant rien à voir (voir chapitre Classification).

## Histoire
Le poitevin a graduellement remplacé l'occitan au sud-est du Poitou . Au IXe siècle, la limite entre langues d'oc et d'oïl passait par Poitiers, on en trouve l'héritage dans une isoglosse (ligne qui sépare deux formes dialectales) : la limite entre les parlers du sud du Haut-Poitou qui conservent souvent le latin "-b-" ou "-p-"entre voyelles ou avant des consonnes liquides comme "r", sous la forme d'un « b » et ceux qui les ont mutés en « v » comme dans les autres dialectes d'oïl (par exemple chèvre / chebre du latin « capra », louve / loube du latin « lupa »). La toponymie aide à retracer ce recul, les noms de lieux terminés par les suffixes « -ac », ou « -ade » sont un clair témoin d'un substrat occitan, à côté des formes poitevines « -é » (ou français « -y ») et « -ée » ,.
L'existence de parlers de type occitan, ou tout au moins de types intermédiaires, est confirmée par de nombreux noms de lieux de la Saintonge, de l'Angoumois et du sud du Poitou. On dit souvent que cette limite est liée à celle qu'Henri Malet a tracée en 1940, en se basant sur les noms de communes, coupant les Charentes entre nord et sud, entre les toponymes en -ac, de caractère occitan : Cognac, Jarnac ou Jonzac, et de l’autre les toponymes en -ay, -é ou -y de type septentrional : Beurlay, Londigny ou Luxé, provenant tous deux des noms gaulois ou de villae gallo-romaine en -acum.
Toutefois, en 1960, Jacques Pignon remonte cette limite en Poitou, en se fondant sur les noms de quelques hameaux moins sujets à francisation, montrant la présence de toponymes en -ac (qui reflèterait des évolutions phonétiques propres à l'occitan) dans le nord-ouest de la Charente (Ruffécois), le nord-est de la Charente-Maritime (région d'Aulnay), le sud des Deux-Sèvres (région de Melle) et dans le sud et l’est de la Vienne (régions de Civray, Montmorillon, Chauvigny et sud de Poitiers). Pignon estime que l’on a usé d’un parler de type occitan dans le sud-est du Poitou jusqu’à la fin du XIIe siècle, jusqu'à une ligne approximative Rochefort-Est de Niort, Poitiers-Chauvigny. Pierre Gauthier (linguiste, université de Nantes) démontre par la suite la présence de quelques toponymes en -ac en sud Vendée (Bas-Poitou), jusqu'à Fontenay-le-Comte et Talmont-Saint-Hilaire, il en déduit en 2002 que l'ancienne zone occitane montait jusqu'à « une ligne Poitiers, Niort, Fontenay-le-Comte ».
En 2015, Jacques Duguet, complète les données relevées par Pignon, en recherchant cette fois des traits de phonétique occitane non plus simplement dans les textes anciens en langue vulgaire mais dans les cartulaires et chartes en latin. Il densifie les occurrences de nombreux traits occitans dans la zone où Jacques Pignon en avait trouvé et y ajoute le sud Deux-Sèvres (vallée de la Sèvre) et le nord-est Vienne (Châtelleraudais). Il en conclut que seuls ne semblent pas être concernés par la présence ancienne de traits occitans le nord Deux-Sèvres (Gâtine et Thouarsais) et le nord-est Vienne (Loudunais et Mirebalais). Il ne parle qu'à peine de la Vendée son étude n'en traitant pas, à l'instar de Pignon.

## Littérature

### XIeetXIIesiècles, l'occitan avant le poitevin
Il y a bien de la littérature durant ces siècles là en Poitou, mais elle émane de troubadours - Guillaume IX, comte de Poitiers en Vienne (1086 - 1127) et Savary de Mauléon à la limite Deux-Sèvres-Vendée (fin XIIe siècle début XIIIe) - et n'est donc pas en poitevin mais en occitan.

### XIIIeetXIVesiècles, encore un peu d'occitan, mais déjà le poitevin

#### Textes non littéraires
Au XIIIe siècle (1245), dans le sud-est du Poitou on trouve encore une charte rédigée dans une langue portant la marque de l’occitan : « Les coutumes de Charroux ».
Mais, toujours au XIIIe siècle, dans le nord et l’ouest du Poitou ce sont des textes en langue d’oïl marquée de traits poitevins qu'on trouve comme l’atteste le recueil de documents publiés par S. Ladu dans les années 1960 : "Chartes et documents poitevins du XIIIe siècle" (Archives Historiques du Poitou).

#### Textes littéraires
À la même époque, deux œuvres littéraires sont fortement marquées de poitevin (malgré de nombreuses formes franciennes résiduelles): une traduction datant du milieu du XIIIe siècle des "Sermons de Maurice de Sully", et un poème "La Passion Sainte Catherine (manuscrit de Tours)", du début du XIVe siècle.
D'autres textes du XIIIe siècle (une autre Passion Sainte Caherine et Le Roman d’Alexandre) ont été attribués au poitevin, mais c'est à tort leur langue étant mélangée de français, de traits poitevins et de traits plus méridionaux.

### XVesiècle, les "Naus" poitevins
Ce siècle voit l'apparition d'un genre nouveau : les "Naus" ("Noëls"), chants de Noël écrits en poitevin. Conservés à l'état de manuscrits ils seront publiés au XIXe siècle par Henri Lemaître et Henri Clouzot : "Trente Noëls poitevins du  XVe siècle au XVIIIe siècle", certains furent déjà publiés dès le XVIe siècle dans les "Bibles de Noëls" d'éditeurs parisiens.

### XVIesiècle, Jean Boiceau de la Borderie et la "Gente poitevinrie"
En 1554 parait à Paris un texte anonyme en poitevin, la "Loittre de Tenot a Piarrot".
En 1555 parait à Poitiers, le "Menelogue de Robin, le quo a predi son procez trinlaty de gric en francez, et de francez en bea latin, e peux d’iquy en poectevin". écrit par Jean Boiceau de la Borderie né en 1513 à Benest (Charente limitrophe de la Vienne). Jean Boiceau de la Borderie  n'écrit pas dans le parler marchois de sa commune de naissance mais en poitevin de Poitiers étant un avocat célèbre à Poitiers, où il décéda en 1591. C'est le premier auteur nominativement connu de la littérature d'expression poitevine et poitevine-saintongeaise. Ce texte fut réédité à Paris en 1556, 1557 et 1558.
En 1569 parait "La chanson joyouse in lingage poetevinea". 
En 1572 ces textes en poitevin seront réunis, avec d’autres de même langue écrits par des auteurs anonymes, dans un recueil intitulé "La Gente poitevinerie avecque le precez de Jorget et de san vesin et chonsons jeouses compousie in bea poictevin". Ces textes, écrits dans le poitevin de Poitiers, montrent les particularités des parlers poitevins actuellement parlés dans la région de Neuville-de-Poitou dans le nord-ouest de la région de Poitiers (comme les infinitifs terminés en "-i" pour les verbes du 1er groupe). Ce recueil est réédité en 1595, 1605 et 1620.

### XVIIesiècle, les controverses religieuses en poitevin
En 1618 parait à Poitiers, un sonnet en poitevin écrit par l'avocat poitevin Joachim Bernier de la Brousse (dans ses « Œuvres poétiques »).
En 1646 parait à Poitiers un recueil de textes en poitevin de Poitiers, le "Rolea divisy in beacot de peces ou l’Universeou Pictevinea, fut pre dialogue", réédité en 1660. Dans les deux éditions il est annexé à "La Gente poitevinrie" dont il constitue la suite. Ce recueil est en poitevin de Poitiers.
En 1661 ou 1662 parait à Poitiers "La Mizaille à Tauni", comédie en vers de Jean Drouhet, apothicaire à Saint-Maixent-l'École (Deux-Sèvres) où il est né, écrite en poitevin saint-maixentais. Dans la même langue il écrit aussi : "Dialogue Poictevin de Michea, Pérot, Iouset, Huguenots, et Lucas, Catholique" et "La Moirie de Sen-Moixont". Deux de ses textes en poitevin sont publiées dans l’édition de 1660 du Rolea mais en poitevin de Poitiers et non en poitevin saint-maixentais.
En 1663 parait à Poitiers "Les déloirements d'in oncien des Huguenots de Chondené, apré la rouine do Préche", de Jean Babu, curé de Soudan, né à Saint-Maixent-l'École, écrit en poitevin saint-maixentais. Il écrivit également un recueil de controverses religieuses intitulé "Églogues poitevines sur différentes matières de controverses pour l’utilité du vulgaire de Poitou" imprimé à Niort en 1701 un an après sa mort.
En 1665 parait à Fontenay-le-Comte "La Ministresse Nicole"  ("dialogue poitevin de Josué et Jaqcot, ou l’histoire au vray de ce qui arriva chez le ministre Du Sou et dans le temple des huguenots de Fontenay le premier jour de may 1665") écrit en poitevin du sud Vendée par un auteur resté anonyme.
En 1691 parait à Loudun Les amours de Colas, comédie en vers , de Saint-Long, apothicaire à Loudun, écrit en poitevin de Loudun.

### XVIIIesiècle, les «Naus» vendéens
En 1738 parait à Fontenay-le-Comte un recueil de chants de Noël intitulé Noëls très nouveaux dans tous les stiles pour tous les gouts. Par un pasteur à l'usage de sa paroisse, de l'abbé François Gusteau, prieur de Doix, natif de Fontenay-leComte, écrit en poitevin du sud Vendée, dont il y aura une réédition augmentée en 1742, puis réédité encore en 1756.
En 1774 parait à Poitiers Entretien d’in breger avec s’en ami, sur différonts oubjets de la ville de Poitiers sous le pseudonyme de Perrot-Francillon Piorry.

### XIXesiècle: l'explosion de la littérature d'expression poitevine et le félibrige poitevin
Ce siècle connaît une explosion de la littérature d'expression poitevine et il est illusoire de penser la présenter de manière exhaustive.
Jacques Paliau, né en 1772 aux Sables-d'Olonnes, notaire dans la même ville (où il mourut en 1832), écrivit en poitevin sablais sa célèbre chanson "Nichan".
Pierre Cluzeaux, né à Paris, instituteur comme son père à Saint-Fraigne près d’Aigre en sud Ruffécois (Charente), puis clerc de notaire à Aigre. Il publie sa première plaquette en poitevin en 1856 : « Lés impressions de voyage de Jacques Pingot d’Aigre à Luxé », puis la suite quelque temps "Voyage de Luxé à Angoulême". Sa langue mêle influences poitevines (surtout) et saintongeaises, mélange qui pourrait refléter le parler d’Aigre de l’époque à la jonction des influences poitevines du Ruffécois et des influences saintongeaises du sud d'Aigre; ou qui pourrait être dû au fait que l'auteur aurait mêlé le parler d’Aigre (poitevin influencé par le saintongeais) à celui de Saint-Fraigne (juste au nord-ouest d’Aigre) qui lui est typiquement poitevin.
Le centre le plus actif au XIXe siècle  en matière d'écriture d'expression poitevine, est le Mellois en Deux-Sèvres. D'abord avec Édouard Lacuve alias "Jacquett" et "Francet", qui publie ses fables en poitevin (réunies en volume en 1893) et alimente une rubrique politique en poitevin La poulitique de Maître Francet  dans son journal Le Mellois. D’octobre 1876 à juillet 1877, il publie le Canard Potevin, journal entièrement en poitevin (et aussi en saintongeais). Dans la même mouvance on trouve d'autres auteurs d'expression poitevine : Auguste Gaud, cordonnier originaire de Chef-Boutonne, Henri Martin originaire de Niort et cordonnier chez Auguste Gaud  et Adolphe Métivier jardinier à Melle. Comme l'explique Jean-Jacques Chevrier : "Tous les trois se lancèrent dans l’écriture de nombreuses pièces de théâtre. Avec ses deux amis, Auguste Gaud organisa à travers tout le Poitou, mais aussi jusqu’à Paris un grand nombre de soirées conférences [...] sur la littérature et la langue poitevine-saintongeaise. Avec ce trio, naquit le félibrige poitevin, terme utilisé seulement à l’adresse de ces trois auteurs dans de nombreux articles de presse ou de revues rendant compte de leurs activités. Auguste Gaud entretiendra une relation épistolaire avec d’autres félibres de son temps et non des moindres comme Frédéric Mistral, Émile Pouvillon, François Fabie, le Brizeux du Rouergue, Maurice Rollinat, etc.".
Alexis Favraud, né en 1843 à Couture-d'Argenson en Deux-Sèvres, publie en poitevin du sud Mellois plusieurs ouvrages dont : "Lé contes de la vieille Jeanette" (inclus une "La Merlusine") paru en 1884.
Alphonse Farault alias "Francet", né en 1862 à Vouillé en Deux-Sèvres, publie en poitevin du Niortais de nombreux textes dont :  "Histouère dos quate fails Aymein très noblles et très vaillonts, les meillours chevalaies de  lou temp" paru en 1885.
Jules Guérin, alias "Jule Garin", né en 1840  à L'Ile-d'Elle en Vendée, publie en 1892 ses poèmes en poitevin de ce secteur du Marais poitevin : "Trelans et Rigourdaines. Essais de poésie en patois Nellesais (Ile d'Elle, Vendée) dialecte Bas-Poitevin", paru en 1892.
René-Marie Lacuve, alias "Moaître R.M. Lathiube", né en 1845 à  Melle en Deux-Sèvres, publie de nombreux textes en poitevin, et surtout son ouvrage : "La Gronde et Belle Histouère de la Meurlusine, Tote en bea lingage poitevin" paru en 1893.
Jean Baptiste Métayer alias "Cheffia", de Londigny en nord-ouest Charente écrit en poitevin du Ruffécois , sous le pseudonyme de "Jean-Baptiste 1/2" le petit livre suivant : "Une rigolade, conte en patois poitevin-charentais des environs de Ruffec" publié en 1897.

### XXesiècle: la poursuite sur sa lancée de la littérature d'expression poitevine
Après l'explosion de la littérature d'expression poitevine au XIXe siècle, cette production continue à un rythme soutenu tout le long du XXe siècle et il est illusoire de penser la présenter de manière exhaustive.
En 1901 paraît à Matha en Charente-Maritime le célèbre journal "Le Subiet, Jhornau des bons bitons, Émolé châ dimanche, En biâ parlanjhe de la Saintonjhe, de l’Angoumois et de l’Aunî". Le titre devient dès 1908, "Le Subiet des Chérentes et dau Pouétou" affichant dans son titre l’ouverture aux auteurs poitevins qui est une réalité depuis le début. Mis à part pendant les deux guerres mondiales, il paraîtra jusqu’en 1959, puis est repris par la SEFCO en 1965, réunissant auteurs d'expression saintongeaise (de Charente-Maritime, Charente mais aussi du Nord gironde), et d'expression poitevine (du nord des Charentes, de la Vienne, des Deux-Sèvres, de la Vendée et du Pays de Retz.
Armand Lacroix, de Sompt en Deux-Sèvres, écrit en poitevin du Mellois de très nombreux textes dont "Pour la Terre, ou Suzon et Francet à Paris" paru en 1929. Eugène Rougier, de Saint-Pierre-d'Exideuil en Vienne, écrit en poitevin du sud Civraisien, Les Histoires de Jhaquet Male : contes en patois Civraisien parues en 1931. Albert Villeneuve alias Brin d' Beurjhotte, de Ruffigny en Vienne écrit en poitevin de nombreux textes parus dans la revue "Le Poitou à Paris" dans les années 1930. Eugène Charier alias Gèn Charé, né en 1883 à Saint-Michel-Mont-Mercure en Vendée, publie de nombreux textes (poésies, proses, adaptations de fables de la Fontaine) en poitevin de la région du Boupère dans les années 1930 et 1950, en particulier dans le Bulletin de la Société Olona. André Jolly de Paizay-le-Tort en Deux-Sèvres, écrit en poitevin du Mellois de très nombreux textes parus dans le "Subiet" et les journaux des Deux-Sèvres dans les années 1940 et 1950. Henri Dazelle, des environs de Sansais en Deux-Sèvres, écrit en poitevin du sud-est du Niortais plusieurs pièces de théâtre dont "La mairasse" paru en 1947. DESLANDES (Gaston Deslandes des environs de Brioux-sur-Boutonne écrit en poitevin du Mellois de nombreux textes parus dans "L'Amicale des Deux-Sèvres".
Éloi Guitteny, né en 1891 à Saint-Hilaire-de-Chaléons en Pays de Retz (sud Loire-Atlantique), écrit tardivement (dans les années 1970) des textes en poitevin du Pays de Retz parus dans la presse locale et le "Subiet", et réunis en un volume posthume en 1991.
Yves Rabault, né en 1910 à Marigny en Deux-Sèvres, connu comme « barde poitevin » se produisit durant tout le milieu du siècle à la radio et sur scène avec ses textes en poitevin du Niortais jusqu'à Tours, La Rochelle, Nantes et Limoges. Il a laissé un souvenir ineffaçable avec sa célèbre chanson Quand tu m’fais d’la sauce aux lumas, non seulement en Poitou et Aunis (où l'on dit « luma » pour escargot), mais aussi dans le reste des Charentes où on dit "cagouille" et non pas "luma". Une anthologie de ses textes parait en 1982.
Raoul Coutin, alias « Tinra l'coup », né en 1910 à Aulnay-de-Saintonge (ancienne localité poitevine du Nord de la Charente-Maritime) écrit en poitevin de la région d’Aulnay un texte paru dans "Le Subiet" en 1978 (assortit de la mention "Parler poitevin d’Aulnay-de-Saintonge"). 
Marius Gagnère alias Pépé Marius, né en 1918, de La Magdeleine en nord Charente écrit tardivement (dans les années 1980) en poitevin du Ruffécois de nombreux textes parus dans "L'Avenir de Ruffec" puis réunis en un volume en 1987 : Avant que le temps ne l'emporte...Récits en patois poitevin.
Lucien Racinoux, né en 1920, de Yversay en Vienne écrit de très nombreux textes en poitevin des environs de Neuville-de-Poitou publiés dans la revue hebdomadaire régionale "Le Picton", et qui seront réunis en un volume en 1981 : "En Haut Poitou dou coûté d'Nuville". Loin de l'inspiration patoisante du premier, un autre auteur du même secteur, Jules Fortuné alias Père Jules de Massougnes, né en 1911, de Massognes en Vienne, écrit des poèmes contestataires en poitevin des environs de Mirebeau dont certains sont réunis dans un recueil paru en 1997.
Arsène Garnier, né en 1921 à Aizenay en Vendée écrit de nombreux textes en poitevin de la région d'Aizenay, publiés dans le "Subiet" dans les années 1970, et un ouvrage "La Fontaine à la sauce vendéenne", contenant 120 fables et publié en 1980.
Ulysse Dubois, né en 1925, de Sepvret en Deux-Sèvres, publie de nombreux textes en poitevin du Mellois dans le journal Le Subiet de la SEFCO avant de publier son recueil en poitevin  du Mellois : A l'inbre dou tilell (1983) qui connaîtra des versions sonores, et plusieurs rééditions augmentées. À la même époque et dans la même mouvance de la SEFCOon trouvera par exemple Gilbert Tanneau de Rouillé en Vienne ("En dévirant per l'etourlère", 1989), Suzane Bontemps de Champdeniers en Deux-Sèvres ("Au pays de la moujhasse, 1998), Robert Beau de Tillou en Deux-Sèvres ("La grousse ouvraghe", 1994).
André Pacher, né en 1932,  de Beaussais en Deux-Sèvres, fut l'un des fondateurs de l'UPCP où il publia plusieurs œuvres en poitevin du Mellois dont la pièce de théâtre La grande Banissére : Vilajhe A Vendre (adapté de Jean-Claude Scant) en 1997. À la même époque et dans la même mouvance de l'UPCP du Mellois on trouve un autre auteur d'expression poitevine de Mellois, Maryvonne Barillot (ex. : Contes et récits du Pays Mellois, 1994).
Jean-François Migaud, né en 1937 à Pleuville en nord Charente écrit de nombreux textes dans le parler de Pleuville, le poitevin méridional de contact avec l'oc, parus dans le "Subiet" (assortis de la mention : "poitevin méridional") , dont une partie seront réunis en 1996 dans un volume intitulé "Fables à la manière de La Fontaine". 
Michel Gautier, né en 1942, de La Roche-sur-Yon, fait paraître  ses textes, souvent des poèmes, en poitevin de Vendée dans Le Subiet avant qu'ils soient collationnés dans deux recueils : Mordienne paru en 1974  et La Pibole paru en 1979. En 1978 il fonde l'association "Arantèle" pour la promotion du Poitevin qui va publier peu à peu nombre les poèmes d’auteurs vendéens d’expression poitevine (Yannick Jaulin et Christiane Mandin: D’épave, 1980 ; Bernadette Bidaud et Vianney Piveteau : Érindes, 1982 ; Yannick Jaulin : D’épave, 1983 ; Christiane Mandin : D’épave en tcho mitan ; 1985, Gilles Perraudeau : O péyis dos rouchines, 1987), puis d’autres auteurs d’expression poitevine, des Deux-Sèvres (Patrice Dépra : Sellans, 1982 ; Joël Simommet : Dos Jhens in minde, 1988 ; Daniel Bonneau : Jhituns, 1994) et de la Vienne (Éric Nowak, "A Ras", 1993). Ce qui fait de Michel Gautier le fondateur d'une école vendéenne – et plus largement poitevine - de poésie contemporaine d’expression poitevine. Dans la même mouvance, mais avec des textes ors poésie, on trouve à la même époque deux autres auteurs d'expression poitevine de Vendée : Christian Trojet et Jean-Loïc Le Quellec.
Autour du centre culturel "La Marchoise" de Gençay (adhérant à l'UPCP) de nombreuses activités sur la langue régionale voient le jour dans les années 1980 et 1990, desquelles émergent un certain nombre d'auteurs d'expression poitevine, dont Jean-Jacques Chevrier (chansons, articles), Pierre Chevrier (chansons, pièces de théâtre, BD : "Ol'est thielle angoisse dau troisième millénaire!..." paru 1996) et  Jean-Louis Compagnon (chansons).

### XXIesiècle, une littérature d'expression poitevine toujours vivante
Parmi les auteurs modernes d'expression poitevine contemporains on trouve :
- en Deux-Sèvres : Paul Bailly, Maryvonne Barillot, Daniel Bonnaud, Ginette Bouffard, Geneviève Charlot, Ulysse Dubois, Philippe Dufour, Liliane Jagueneau, Christian Pacher, Didier Paillaud, Claude Ribouillot, Raymond Servant, Philippe Souchet ;
- en Vendée : Stéphane Boudeau, Michel Cardineau, Colette Devineau, Michel Gautier, Michel Gandemer, Patrice Hérisset, Jean-Claude Lumet, Serge Maret, Claude Mercier ;
- en Vienne : Bernadette Bouty, Michelle Chaumont, Jean-Jacques Chevrier, Marie-Hélène Coupaye, Anne-Marie-Gautier, Alain Gautron, Robert Granseigne, Gérard Minault, Nicolas Martin-Minaret, Éric Nowak, Frédéric Sescheboeuf ;
- en nord-ouest Charente (Ruffécois et bordure d'oïl du Confolentais) : André David, Henri Gendreau, Jean-François Migaud, Michel Renaud ;
- en nord Charente-Maritime (Ré, Aunis et Loulay-Aulnay) : Pascal Thébaud.

## Prononciation
Dans les différents paragraphes de cette page, la prononciation est indiquée en alphabet phonétique international entre crochets.
Contrairement aux règles grammaticales, la prononciation varie d'un village à l'autre, comme le vocabulaire, et diffère nettement de l'occitan,,.
Certains sons (phonèmes) n'existent pas en français,, :

### Consonnes
En dehors du Bas-Poitou (c'est-à-dire de la Vendée et de la moitié nord-ouest des Deux-Sèvres), "j" (et "g" devant "e" ou "i") est prononcé [ʔ], une sorte de h bref très fortement expiré, le coup de glotte ou occlusive glottale sourde, on l'orthographie "jh". Son rare dans les langues d'Europe, il existe aussi en saintongeais et dans quelques parlers auvergnats. Ce son existe en arabe, en tahitien et dans certaines variétés de l'anglais.
Le "h" au début de certains mots se prononce pareil en Haut-Poitou mais est resté [h] en Bas-Poitou : pour dire "haut", la SEFCO écrit jhaut ou haut selon le parler, et l'UPCP haut. Ce phonème est employé sous une forme affaiblie [ˀ] [après des consonnes de façon aléatoire, mais systématiquement après "ch"; ceci n'apparaît jamais dans l'orthographe, selon un phénomène qu'on retrouve (indépendamment) en danois, le stød. 
Dans le même espace, on rencontre le son orthographié "çh", souvent écrit "thi", proche du "ch" doux de l'allemand "ich", en phonétique [çjˀ] ; par exemple dans çhau qui signifie "ce". Le pendant sonore de "çh" est écrit "gh" par l'UPCP, la consonne fricative palatale voisée [ʝ], elle évolue vers "y" [j] ou peut en être resté à la forme ancienne "gu" [g] ou "gui" [gj] ; en Bas-Poitou domine la prononciation "dj" [d͡ʒ]. 
"l" après consonne se prononce comme un "y" [j], mais quelques parlers ont conservé le "l mouillé" [ʎ], on l'orthographie "ll". Par exemple pllace en graphie normalisée est généralement écrit "piace" par ceux qui ne suivent pas une orthographe définie.

### Voyelles
« o » se prononce [ɞ] qui est un son différent du o ouvert [ɔ], il se rapproche plutôt du son [ə] qu'on entend en français dans des mots comme « le » et « je ». Les diphtongues abondent dans les parlers du Bas-Poitou : « pied » se dit pé en Haut-Poitou, comme dans la majorité des parlers d'oïl du nord-ouest de la France, mais paï, péï, pèï en Vendée et pi à l'ouest de Poitiers. En vieux poitevin, « -ea » était la forme équivalente au suffixe français « -eau », elle a évolué de façons très diverses : bea (beau) a été conservé localement sous la forme béä ou bèä en Vendée, la forme biâ est la plus répandue en poitevin, mais on rencontre également biau, bè, bâ, buâ ; au centre du Pays de Retz, béo avec les variantes biau et  biâ dans son pourtour. Le groupe de voyelles « au » (àu pour l'UPCP) s'il se prononce comme en français dans une partie du Poitou et se substitue toujours à « al » en fin de mot (cheval > chevau), s'ouvre en [ɑ] dans le sud de la Gâtine, le nord du Mellois, l'est de Niort et le Saint-Maixentais car il s'agit de la réduction de la diphtongue ['aʊ] qui s'est, elle, bien conservée dans le Bas-Poitou et le centre du Poitou sous la forme ao ['ao], avec une variante aou ['au], sur le littoral vendéen et l'Ile d'Yeu, « au » a évolué en oou ['ou].

## Grammaire

### Articles

#### Article défini
Comme en français (le, la, les, l').

#### Article indéfini
Masculin  = in [œ̃] : un. Se prononce "ine" [in] devant une voyelle. Variante devant voyelle en Pays Mellois et Civraisien : un' /ùn/ [yn]. Variante devant consonne en Bressuirais : in' /in/ [in].
Féminin = ine [in] : une. Variante en Pays Mellois et Civraisien :  une /ùne/ [yn], qui est soit un archaïsme, soit un emprunt au français.

#### Contracté avecde
Dau [do̝] : du. Variante dou [du] sur la côte vendéenne et sur les marges nord-est du Poitou.
Daus [do̝], [do̝z] (avant voyelle) : des.

### Comparatif
Mais... que  /mae... que / [me̝ kə] : plus. Variante francisée : pus... que /pu... que/ [py kə].

### Superlatif
Comme en français, la forme du comparatif précédée de l'article défini.

### Adjectif démonstratif
- Çhau  [çjˀo̝] : ce. Variantes : çhou, quou, quau, plus rarement queu.
- Çhaul  [çjˀo̝l] : cet. Variantes : çhoul, qoul, quaul.
- Çhèle /çhéle/  [çjˀɛl] : cette. Variantes : çhète, çhale, quéle, quète...
- Çhés  [çjˀe̝] : ces. Variantes : çhélés, quélés, qualés...

### Pluriel
Les adjectifs et les substantifs prennent un "s" au pluriel, muet prononcé comme en français.
Il n'y a pas de pluriel irrégulier : in u [in y:] "un œuf" / daus us [doz y:] "des œufs" ; in eull [in œ:j] "un œil" / daus eulls [doz œ:j] "des yeux" ; le chevau [lɘ ʃˀɘvo:] "le cheval" / les chevaus [lɛ ʃˀɘvo:] "les chevaux" etc.
Toutefois, dans les marges nord et nord-ouest du Poitou, le t prononcé en fin de mot au singulier, devient muet au pluriel : le pot' [lɘ pɞ:t], les pots [lɛ pɞ:].
Le monde a un sens collectif et signifie "les gens" et s'accorde avec un verbe au pluriel : Le monde disant "les gens disent".

### Conjugaisons
Dans la grammaire poitevine, le je est bien souvent remplacé par y (J'ai vu passer un oiseau devient Y ai vu passer un oiseau), ce qui peut prêter à confusion pour les personnes non habituées à la langue poitevine, qui le confondent avec le « il ».
En effet, comme dans les autres parlers d'oïl, le pronom sujet de la 1re personne est identique au singulier et au pluriel, mais avec la particularité poitevine de se prononcer i [i] avant consonne et y [j] avant voyelle, c'est la terminaison verbale qui différencie le singulier du pluriel. À la 3e personne, même phénomène avec le pronom poitevin masculin 'le' [lə] avant consonne et "l'" [l] avant voyelle, lorsqu'il est homonyme de l'article défini, sans créer de confusion. Les seuls parlers poitevins qui utilisent les pronoms "je/j'" à la 1re personne et "i/il(s)" à la 3e sont parlés au nord-est de la Vienne et dans l'extrême nord des Deux-Sèvres. Le pronom féminin de la 3e personne, elle(s), se dit a devant consonne et al devant voyelle ; celui du neutre o devant consonne et "ol" devant voyelle, avec la variante ou/oul localement dans le nord du Poitou,,, .
La terminaison de tous les verbes à la 3e personne du pluriel est -ant, prononcé majoritairement an [ɑ̃], avec variante locale on [ɔ̃]. Celle de la 1re personne du pluriel -ons' , orthographiée un par l'UPCP ; on la prononce on [ɔ̃], avec variantes locales an [ɑ̃] ou in [œ̃].
À titre d'exemple, la conjugaison d'un verbe régulier du 1er groupe, le verbe douner /dounàe/ (donner) :
Présent de l'indicatif et du subjonctif
- I doune [i dun] : Je donne
- Tu dounes [ty dun] : Tu donnes
- Le doune [lə dun] : Il donne ; A doune [a dun] : Elle donne ; O doune [ɞ dun] : Ça donne, il donne
- I dounons /i dounun/ [i dunɔ̃] : Nous donnons ; (Que) nous donnions
- Vous dounez /ve dounéz/ [vu dune̝, və dune̝] : Vous donnez ; (Que) vous donniez
- Le dounant [lə dunɑ̃] : Ils donnent, A dounant [a dunɑ̃] : Elles donnent

Imparfait
- I dounais /i dounàe/ [i dune̝] : Je donnais
- Tu dounais / tu dounàes/ [ty dune̝] : Tu donnais
- Le dounait /le dounét/ [lə dune̝] : Il donnait
- I dounions /i douniun/ [i dunjɔ̃] : Nous donnons
- Vous douniez /ve douniéz/ [vu dunje̝, və dunje̝] : Vous donnez
- Le douniant [lə dunjɑ̃] : Ils donnaient

Passé simple
- I dounis /i douni/ [i duni] : Je donnai
- Tu dounis [ty duni̝] : Tu donnas
- Le dounit /le dounét/ [lə duni̝] : Il donna
- I dounirions /i dounirun/ [i duniʁ(j)ɔ̃] : Nous donnâmes
- Vous douniriez /ve douniréz/ [vu duniʁje̝, və duniʁe̝] : Vous donnâtes
- Le douniriant /le dounirant/ [lə duniʁ(j)ɑ̃] : Ils donnèrent

Futur simple
- I dounerai /i dounerae/ [i dunʁe̝] : Je donnerai
- Tu douneras [ty dunʁa] : Tu donneras
- Le dounerat [lə dunʁa] : Il donnera
- I dounerons /i dounerun/ [i dunʁɔ̃] : Nous donnerons
- Vous dounerez /ve douneréz/ [vu dunʁe̝, və dunʁe̝] : Vous donnerez
- Le dounerant [lə dunʁɑ̃] : Ils donneront

Passé composé
- I ai douné /i ae dounai/ [je̝ dune̝] : Je'ai donné
- T'as douné / t'as dounai/ [ta dune̝] : Tu as donné
- L'at douné /l'at dounai/ [la dune̝] : Il a donné
- I avons douné /i avun dounai/ [javɔ̃ dune̝] : Nous avons donné
- Vous avez douné /vez avéz dounai/ [vuz ave̝ dune̝, vz ave̝ dune̝] : Vous avez donné
- L'avant douné /l'avant dounai/ [lavɑ̃ dunẽ̝] : Ils ont donné

Imparfait du subjonctif
- I dounisse [i dunis̝] : Je donnasse
- Tu dounisses [ty dunis] : Tu donnasses
- Le dounisse [lə dunis] : Il donnât
- I dounissions /i dounissiun/ [i dunisjɔ̃] : Nous donnassions
- Vous dounissiez /ve dounissiéz/ [vu dunisje̝, və dunisje̝] : Vous donnassiez
- Le dounissiant [lə dunisjɑ̃] : Ils donnassent

Conditionnel présent
- I dounerais /i douneràe/ [i dunʁe̝] : Je donnerais (Variante en poitevin du Civraisien, Ruffécois et région d'Aulnay :I douneriais /i douneriàe/ [i dunəʁje̝])
- Tu dounerais / tu douneràes/ [ty dunʁe̝] : Tu donnerais (Variante en poitevin du Civraisien, Ruffécois et région d'Aulnay :Tu douneriais /tu douneriàes/ [tu dunəʁje̝])
- Le dounerait /le dounerét/ [lə dunʁe̝] : Il donnerait
- I dounerions /i douneriun/ [i dunəʁjɔ̃] : Nous donnerions
- Vous douneriez /ve douneriéz/ [vu dunəʁje̝, və dunəʁje̝] : Vous donneriez
- Le douneriant [lə dunəʁjɑ̃] : Ils donneraient

Impératif
- Doune, doune don ! /Doune, doune don !/ [dun, dun dɔ̃] : Donne !
- Dounons ! /dounun !/ [i dunɔ̃] : Donnons !
- Dounez, dounez don ! /dounéz !/ [dune̝, dune̝ dɔ̃] : Donnez !

Participe présent
- Dounant [dunɑ̝̃] : Donnant

## Vocabulaire
La graphie normalisée de l'UPCP est indiquée quand elle diffère de la graphie normalisée de la SEFCO.

### Un1erexemplede vocabulaire

#### Substantifs
| Graphie SEFCO       | Graphie UPCP           | Variante orthographique | Français                                                                            |
| ------------------- | ---------------------- | ----------------------- | ----------------------------------------------------------------------------------- |
| Aève, aïve          | aeve                   |                         | Eau                                                                                 |
| Afutiau             | afutiàu                | affutiot                | Gringalet                                                                           |
| Aigall              | égall                  | égaille                 | La rosée du matin                                                                   |
| Airabinaïe          | érabinàie              | érabinaille             | Demi journée de travail (aire à biner)                                              |
| Ajhasse             | ajhace                 | ageasse                 | Pie                                                                                 |
| Anaïe               | annàie                 | anaille                 | Année                                                                               |
| Avalouère           | avaloere               |                         | Descente (pour une boisson)                                                         |
| Beçhon              | beçhun                 | beution                 | Chevreau                                                                            |
| Bitard              |                        |                         | Épervier, oiseau de proie                                                           |
| Boulite             |                        |                         | Petit fenestron ouvert au vent dans un petit bâtiment pour le bétail                |
| Boure               |                        | bourre                  | Tas de petits détritus que l'on ramasse avec la pelle et le balai                   |
| Caberlot, cabeurlot | cabrlot                |                         | Crâne                                                                               |
| Calote              |                        | calotte                 | Gifle                                                                               |
| Chall               |                        | chaille                 | Petite pierre                                                                       |
| Chebe               |                        | cheub                   | Chèvre                                                                              |
| Chin                | chén                   |                         | Chien                                                                               |
| Cince               | cénse                  | since                   | Serpillière                                                                         |
| Couté               | coutai                 |                         | Côté                                                                                |
| Drôle               | draule                 |                         | Enfant                                                                              |
| Drôlière ; drôlesse | draullére ; draulàesse | drolesse ; droyère      | Enfant, fille                                                                       |
| Éloise              | éloase                 |                         | Éclair                                                                              |
| Filatre             |                        |                         | Petit-fils                                                                          |
| Garoull             |                        | garouille               | Maïs                                                                                |
| Godalle             |                        | godaille                | Vin dans la soupe                                                                   |
| Gour'               | gour                   |                         | Cours d'eau tranquille (par ex. : La Sèvre Niortaise)                               |
| Grôle               | grole                  |                         | Corneille                                                                           |
| Guérouée            | grouàie                |                         | Une portée                                                                          |
| Jalle               |                        | jaille                  | Poubelle                                                                            |
| Lisète ; rapiète    | liséte ; rapiéte       | lisette ; rapiette      | Petit lézard                                                                        |
| Luma                |                        |                         | Escargot, petit gris                                                                |
| Mariène             | mariéne                | marienne                | La sieste (de « méridienne »)                                                       |
| Mijhet              | mijhét                 | mighet                  | Pain trempé dans du vin sucré ; en saison on peut remplacer le pain par des fraises |
| Mouche bouine       |                        |                         | Mouche agressive                                                                    |
| Moujhasse           |                        | mougeasse               | Gamine insolente                                                                    |
| Neut                | neùt                   | neuh                    | Nuit                                                                                |
| Niacouet            |                        |                         | Enfant malingre                                                                     |
| Ouelle              | oelle                  | ouaille                 | Mouton (prononcé [ wɛ:j ])                                                          |
| Queniâ              | quenea                 | queunia                 | Œuf factice destiné aux poules pondeuses                                            |
| Rouère              | roere                  |                         | Rivière                                                                             |
| Routin              |                        |                         | Chemin                                                                              |
| Siau                |                        |                         | Seau                                                                                |
| Ramasse-bourier     | ramasse-bourié         | ramasse-bourrier        | Pelle (à poussière)                                                                 |
| Tire-chall          |                        | tire-chaille            | Lance-pierre                                                                        |
| Tourterie           |                        |                         | Gâteau                                                                              |
| Treue               | treùe                  |                         | Truie (par extension une Marie treue est une femme de mœurs légères)                |
| Zire                |                        |                         | Dégoût                                                                              |
| Zirous              |                        | zirou                   | Qui n'aime pas qu'on touche à son assiette, qu'on mette le doigt dans son plat...   |

#### Divers
| Graphie SEFCO   | Graphie UPCP    | Variante orthographique | Français               |
| --------------- | --------------- | ----------------------- | ---------------------- |
| Â bin coullon   | A bén coullun   | A bin couillon          | Marque l'étonnement    |
| À ce tantôt     | A ce tantout    | A'c'tantôt              | À cet après-midi       |
| À çhés faïtes   | A çhés fàetes   |                         | Au revoir              |
| À taï           | A tàe           | A tae                   | Adieu (bonjour, salut) |
| Aneut ; Astore  | Aneùt ; Asteùre | A neu ; Astor           | Maintenant             |
| Bérède          | Béréde          | Béred                   | Beaucoup               |
| Cabourne        |                 |                         | Creux                  |
| Cheut           | Cheùt           | Cheu                    | Tombé                  |
| Couasse (poule) |                 |                         | Poule couveuse         |
| Coué            | Couai           |                         | Couvé                  |
| Nin             | Nun             |                         | Non                    |
| Ol ét           |                 | Ol' est                 | C'est                  |
| Teurtous        | Trtouts         | Teurtou                 | Tous                   |
| Véque           | Vaeque          |                         | Viens                  |
| Véque par qui   | Vaeque pr çhi   |                         | Viens par là           |

#### Verbes
| Graphie SEFCO     | Graphie UPCP      | Variante orthographique | Français                                                     |
| ----------------- | ----------------- | ----------------------- | ------------------------------------------------------------ |
| Acacher           | acachàe           |                         | Appuyer                                                      |
| Acafouir          | acafoui           |                         | Recroqueviller                                               |
| Barer la porte    | baràe la porte    | barrer la porte         | Fermer la porte à clé                                        |
| Berdasser         | brdassàe          |                         | Trop parler                                                  |
| Biger             | bijhàe            |                         | Embrasser                                                    |
| Bordoirer         | brdoeràe          |                         | Salir                                                        |
| Bouèrèter         | boerétàe          | bouerretter             | Faire tourner la tête                                        |
| Bouiner           | bouinàe           |                         | S'occuper, ou traîner, agacer                                |
| Bouliter          | boulitàe          |                         | Regarder par une boulite, regarder par le trou de la serrure |
| Braller           | brallàe           | brailler                | Pleurer                                                      |
| Bufer             | bufàe             | buffer                  | Souffler                                                     |
| Cher              | chàe              |                         | Tomber (du vieux français choir)                             |
| Cincer            | cénsàe            | sincer                  | Passer la serpillère                                         |
| S'élucher         | s'éluchàe         |                         | S'éclaircir (le temps)                                       |
| S'ébernaudir      | s'ébrnaudàe       |                         | Se dit du temps qui s'annonce mauvais                        |
| Garocher, arocher | garochàe, arochàe | arrocher                | Jeter (cible précise)                                        |
| Ragueniasser      | raguenassàe       | Ragu'niasser            | Ratisser (dans le sens chercher, fouiller)                   |
| Sagouller         | sagoullàe         | Sagouiller              | Jouer avec l'eau d'une bassine, éclabousser                  |
| Sèrer             | séràe             | Serrer                  | Ranger                                                       |
| Veuïe-lo çheu-çhi | Veye lo çheù-çhi  | Veye-lo quequi          | Regarde-le celui-là                                          |
| Vézon (avoir le)  | vesun (avoer le)  |                         | Avoir le bourdon, pas le moral                               |

### Parler de Chef-Boutonne
Voici des exemples du parler de Chef-Boutonne,,, au sud du Poitou, proche des parlers poitevins du Nord Charente-Maritime (Aulnay-de-Saintonge) et du Nord Charente (Ruffécois ou Charente poitevine).

#### Personnes; corps
| Graphie SEFCO   | Graphie UPCP | Variante orthographique | Prononciation en API | Français                              |
| --------------- | ------------ | ----------------------- | -------------------- | ------------------------------------- |
| Ambourell (m)   | embourell    | emboureil               | ãbuʁɛ:j              | Nombril                               |
| Cagouet (m)     | cagouét      |                         | kagwɛ:               | Nuque ; occiput                       |
| Çhu (m)         |              | thiu                    | çjˀy:                | Cul                                   |
| Drôle (m)       | draule       |                         | dʁo̝:l                | Enfant ; garçon                       |
| Feulle (f)      | felle        | feuille                 | fœ:j                 | Fille                                 |
| Goule (f)       |              |                         | gu:l                 | Bouche (gueule)                       |
| Jhote (f)       |              |                         | ʔɞ:t                 | Joue                                  |
| Nas (m)         | nàes         |                         | na:                  | Nez                                   |
| Nore (f)        |              |                         | nɞ:ʁ                 | Bru                                   |
| Oumerole (f)    |              |                         | umʁɞ:l               | Oreille                               |
| Ramijhaudée (f) | ramijhaudàie |                         | ʁamiʔode̝:            | Descendance, troupe, famille, enfants |
| Sabiâ (m)       | sabia        |                         | sabjɑ:               | Sot, idiot                            |

#### Animaux
| Graphie SEFCO | Graphie UPCP | Variante orthographique | Prononciation en API | Français                    |
| ------------- | ------------ | ----------------------- | -------------------- | --------------------------- |
| Ajhasse (f)   | ajhace       | ageasse                 | aʔa:s                | Pie                         |
| Beurgaud (m)  | brgàud       |                         | bɘʁgo̝:               | Frelon                      |
| Chebre (f)    |              |                         | ʃˀɘ:bʁ               | Chèvre                      |
| Chenasse (f)  |              |                         | ʃˀɘna:s              | Chienne                     |
| Chin gaté (m) | chén gatai   | chein gaté              | ʃˀœ̃: 'gate̝:          | Chien enragé, chien méchant |
| Diépe (f)     | ghàepe       |                         | ɟe̝:p                 | Guêpe                       |
| Grole (f)     |              | grolle                  | gʁɞ:l                | Corbeau                     |
| Gueurlet (m)  | grlét        |                         | gɘʁlɛ:               | Grillon                     |
| Iragne (f)    |              |                         | iʁa:ɲ                | Araignée                    |
| Lachet (m)    | lachét       |                         | laʃˀɛ:               | Ver de terre                |
| Luma (m)      |              |                         | lyma:                | Escargot                    |
| Ouelle (f)    | oelle        | oueille                 | wɛ:j                 | Mouton                      |
| Perot (m)     |              |                         | pɘʁɞ:                | Dindon                      |
| Pibole (f)    |              |                         | pibɞ:l               | Coccinelle ; cornemuse      |

#### Nature
| Graphie SEFCO   | Graphie UPCP | Variante orthographique | Prononciation en API                | Français                    |
| --------------- | ------------ | ----------------------- | ----------------------------------- | --------------------------- |
| Aigall (m)      | égall        | aigail, aigaille        | ega:j                               | Rosée                       |
| Alland (m)      |              | aglan, ailland          | ajɑ̃:                                | Gland                       |
| Arantèle (f)    | arantéle     | arantelle               | aʁɑ̃tɛ:l                             | Toile d'araignée            |
| Ballarjhe (f)   |              | baillarge               | baja:ʁʔ                             | Orge                        |
| Beurlicoton (m) | brlicotun    |                         | bɘʁlikɞtɔ̃:                          | Brugnon, nectarine          |
| Brumasse (f)    |              |                         | bʁyma:s                             | Bruine                      |
| Châgne (m)      | chagne       |                         | ʃˀɑ:ɲ                               | Chêne                       |
| Chall (m)       |              | chail                   | ʃˀa:j                               | Caillou, pierre             |
| Éloise (m)      | éloase       |                         | elwa:z                              | Éclair                      |
| Ève (f)         | aeve         |                         | ɛ:v (XXe siècle), e̝:v (XIXe siècle) | Eau                         |
| Garoull (m)     |              | garouil                 | gaʁu:j                              | Maïs                        |
| Gasse (f)       | gace         |                         | ga:s                                | Flaque                      |
| Jhouterabe (f)  |              |                         | ʔutɘʁa:b                            | Betterave                   |
| Mojhète (f)     | mojhéte      | mogette                 | mɞʔɛ:t                              | Haricot                     |
| Musse (f)       | muce         |                         | my:s                                | Passage dans une haie, trou |
| Nousille (f)    | nouselle     |                         | nuzi:j                              | Noisette                    |
| Osane (f)       | ousane       |                         | oza:n                               | Buis                        |
| Ouche (f)       |              |                         | u:ʃˀ                                | Potager clos, terrain clos  |
| Palisse (f)     |              |                         | pali:s                              | Haie                        |
| Ramée (f)       | ramàie       |                         | ʁame̝:                               | Averse                      |
| Sau (f)         | sàu          | saue, sô                | so̝̝:                                 | Sel                         |
| Trouflle (f)    |              |                         | tʁu:fj                              | Pomme de terre              |
| U (m)           | eù           |                         | y:                                  | Œuf                         |

#### Objets
| Graphie SEFCO | Graphie UPCP | Variante orthographique | Prononciation en API | Français                          |
| ------------- | ------------ | ----------------------- | -------------------- | --------------------------------- |
| Abourde (f)   | aborde       |                         | abu:ʁd               | Etai                              |
| Bassie (f)    | bacie        |                         | basi:                | Auge                              |
| Bequegnon (m) | bequegnun    |                         | bɘkɘɲɔ̃:              | Plot, petit objet qui dépasse     |
| Berouète (f)  | brouéte      | beurouette              | bɘʁwɛ:t              | Brouette                          |
| Beurlère (f)  | brlére       |                         | bɘʁlɛ:ʁ              | Bretelle, bride                   |
| Boulite (f)   |              |                         | buli:t               | Petite fenêtre ronde, œil-de-bœuf |
| Chaleull (m)  | chalell      | chaleuil                | ʃˀalœ:j              | Lampe à huile                     |
| Cince (f)     | cénse        | seince...               | sœ̃:s                 | Serpillère, serpillière           |
| Dall (m)      |              | dail                    | da:j                 | Faux (outil pour faucher)         |
| Drigall (m)   |              | drigail                 | dʁiga:j              | Attirail, fouillis                |
| Oullète (f)   | oulléte      | ouillette               | ujɛ:t                | Entonnoir                         |
| Ripe (f)      |              |                         | ʁi:p                 | Copeau                            |
| Subllet (m)   | subllét      | subiet                  | sybjɛ:               | Sifflet                           |

#### Divers
| Graphie SEFCO | Graphie UPCP | Variante orthographique | Prononciation en API | Français                                   |
| ------------- | ------------ | ----------------------- | -------------------- | ------------------------------------------ |
| Beurnocio     | Brnuncio     |                         | bɘʁnosjo̝:            | Terrible. Expression, de dédain, de dégoût |
| Bujhée (f)    | bujhàie      | bugée                   | byʔe̝:                | Lessive (action de laver)                  |
| Defors        | defore       |                         | dɘfɞ:ʁ               | Dehors                                     |
| Meriène (f)   | meriéne      | merienne                | mɘʁjɛ:n              | Sieste                                     |
| Mitan (m)     |              |                         | mitɑ̃:                | Milieu                                     |
| Sicot (m)     |              |                         | siko̝:                | Hoquet                                     |
| Tais          | tae          |                         | tɛ:                  | Tiens ! (expression)                       |
| Virounâ (m)   | virounea     |                         | viʁunɑ:              | Vertige                                    |

#### Adjectifs
| Graphie SEFCO             | Graphie UPCP | Variante orthographique | Prononciation en API | Français                       |
| ------------------------- | ------------ | ----------------------- | -------------------- | ------------------------------ |
| Allat (m)                 |              | agliat, aillat          | aja:                 | Mal levé (pain)                |
| Benaise                   | benaese      | benèze                  | bɘnɛ:z               | À l'aise, content, qui va bien |
| Beurlaudé (m)             | brlaudai     |                         | bɘʁlode̝:             | Véreux                         |
| Cabourgne                 |              |                         | kabu:ʁɲ              | Creux, caverneux               |
| Chéti                     | cheti        |                         | ʃˀeti:               | Mauvais                        |
| Fret (m), frède           | fréd, fréde  |                         | fʁɛ:, fʁɛ:d          | froid, froide                  |
| Guedé (m)                 | guedai       |                         | gɘde̝:                | Repus, rassasié                |
| Melé (m)                  | melai        |                         | mɘle̝:                | Mal levé (pain)                |
| Nègre                     | négre        |                         | nɛ:gʁ                | Noir, noire                    |
| Vrimous (m), vrimouse (f) |              |                         | vʁimu: , vʁimu:z     | Venimeux, venimeuse            |

#### Verbes
| Graphie SEFCO | Graphie UPCP | Variante orthographique | Prononciation en API | Français                   |
| ------------- | ------------ | ----------------------- | -------------------- | -------------------------- |
| Bufer         | bufàe        | buffer                  | bˀyfe̞:               | Souffler                   |
| Bijher        | bijhàe       |                         | bi:ʔe̞:               | Embrasser                  |
| Chere         | cheùre       | cheure                  | ʃˀɘ:ʁ                | Tomber                     |
| Ébouller      | éboullàe     | ébouiller               | ebuje̞:               | Écraser                    |
| Écharougner   | écharougnàe  |                         | eʃˀaʁuɲe̞:            | Déchiqueter                |
| Goumiter      | goumitàe     |                         | gumite̞:              | Vomir                      |
| Grâler        | gralàe       |                         | gʁɑle̞:               | Griller                    |
| Lucher        | luchàe       |                         | lyʃˀe̞:               | Lécher                     |
| Mourner       | mournàe      |                         | muʁne̞:               | Meugler                    |
| Mouller       | moullàe      | mouiller                | mˀuje̞:               | Pleuvoir                   |
| Quener        | quenàe       |                         | kɘne̞                 | Gémir, geindre             |
| Queri         |              |                         | kʁi:                 | Aller chercher             |
| Rabaler       | rabalàe      |                         | ʁˀabale̞:             | Traîner                    |
| Segre         |              |                         | sɘ:gʁ                | Suivre                     |
| Troser        | trosàe       |                         | tʁoze̞:               | Alterner                   |
| Vasser        | vassàe       |                         | vˀase̞:               | Fatiguer, agacer, éreinter |

#### Expressions
| Graphie SEFCO                                                | Prononciation en API                                 | Français                                     | Equivalent mot à mot                                                        |
| ------------------------------------------------------------ | ---------------------------------------------------- | -------------------------------------------- | --------------------------------------------------------------------------- |
| À la nau, les jours avançant d'un pas de jhau.               | a la no̝: lɛ ʔu:ʁ avɑ̃sɑ̃: dœ̃ pɑ d ʔo̝:                  | A noël, les jours rallongent                 | A la noël, les jours avancent d'un pas de coq                               |
| Un cop de vin bllanc, o rajheunezit de vint ans.             | œ̃ kɞ: d vœ̃: 'bjɑ̃: ɞ ʁaʔœ:nzi d vœ̃:t ɑ̃:               | Un coup de vin blanc, ça rajeunit de 20 ans. |                                                                             |
| Le manche me vire.                                           | lɘ mɑ̃:ʃˀ mɘ vi:ʁ                                     | Le manche est tourné vers moi.               |                                                                             |
| A simbe coume une vache a cinc viâs.                         | a sœ̃:b kum yn va:ʃˀ a sœ̃: vjɑ:                       | Elle refuse de manger                        | Elle jeûne comme une vache à 5 veaux                                        |
| T'en vaus poués ? Tais, gate zou !                           | tɑ̃ vo̝: pwe ˩˥ tɛ: ga:t zu:                           | Tu n'en veux pas ? Tiens, renverse-le !      |                                                                             |
| Vat-o ?                                                      | vat o̝:˩˥                                             | Ça va ?                                      |                                                                             |
| L'ouche à Musâ                                               | lu:ʃˀ a myzɑ:                                        | Le cimetière                                 | Le clos de Musard                                                           |
| O n'a poués de si chéti fagot qui ne trouve poués sa riorte. | ɞ na pwe d si ʃˀeti: fa'gɞ: ki n tʁu:v pwe sa ʁjɞ:ʁt | Chacun peut trouver chaussure à son pied     | il n'y a pas de fagot assez mauvais, pour qu'on ne lui trouve pas son lien. |

## Controverse
En mars 2007, une polémique sur l’individualisation du saintongeais par rapport au poitevin et au poitevin-saintongeais a défrayé la chronique. Une demande en ce sens a été faite auprès de la Délégation générale à la langue française et aux langues de France (ministère de la culture et de la communication) par le Collectif pour la défense de l’identité saintongeaise. 
La réponse de Xavier North, délégué général de la Délégation générale à la langue française et aux langues de France, datée du 27 février 2007, fut la suivante : « Il me semble par conséquent légitime de faire droit à votre demande de reconnaissance, […]. Le saintongeais figurera donc dans la liste des langues de France utilisée par la DGLFLF, au même titre que le poitevin et les autres langues d’oïl. »
Le président de Défense et promotion des langues d’oïl (association nationale fédérant les langues d’oïl dont le poitevin-saintongeais) fit part de son étonnement à la Délégation générale à la langue française et aux langues de France. Voilà la réponse donnée, le 26 avril 2007, par le même Xavier North : « Ma décision ne vaut bien entendu que pour la liste de langues diffusées par mes services (et qui n’a d’ailleurs pas de valeur juridique) : au sein des langues d’oïl, une virgule y prend la place d’un trait d’union. […] Il va de soi que l’appellation “poitevin-saintongeais” garde toute sa légitimité partout où elle est reçue : nous savons que la vitalité d’une langue ne se décrète pas, et que les noms qu’on lui donne sont de peu d’importance par rapport aux œuvres de l’esprit qui s’expriment en elle. »
Pour mieux cerner la position de la DGLFLF, reportons-nous à son site internet et consultons le document intitulé Méthodes d’apprentissage des langues de France. Dans le chapitre intitulé Langue(s) d’oïl, où le « s » entre parenthèses est déjà un premier symbole de la difficulté à nommer ces langues, nous trouvons tour à tour les chapitres suivants : 1/ Champenois, 2/ Gallo, 3/ Morvandiau, 4/ Normand, 5/ Picard, 6/ Poitevin et saintongeais. Nous constatons déjà que l’ensemble « Poitevin et saintongeais » est mis sur le même plan que le normand ou le picard. Voici l’analyse qu’on y trouve de la situation du « poitevin et saintongeais » : « ce parler d'oïl [on notera le singulier] couvre une région importante et est subdivisé en plusieurs dialectes intercompréhensibles. Il concerne de nombreux locuteurs. Il est lui aussi scindé entre plusieurs régions administratives, les Pays-de-la-Loire (département de Vendée), Poitou-Charentes et l'Aquitaine (nord de la Gironde)
Pour certains, on se trouve en présence d’une seule langue poitevine, aujourd'hui appelée à tort « poitevin et saintongeais » (ou poitevin-saintongeais), et qu'en son sein, il existe plusieurs petites nuances locales, et particulièrement un dialecte saintongeais. Pour d'autres, le saintongeais et le poitevin sont deux langues d'oïl différentes, ayant chacune donné une littérature et avec des différences très marquées empêchant l'intercompréhension. Enfin pour d'autres encore, le saintongeais et le poitevin sont des langues proches, réunies au sein d'un ensemble linguistique d'entre Loire et Gironde, ensemble que certains qualifient de langue poitevine-saintongeaise ou poitevin-saintongeais.
Pour les locuteurs du saintongeais qui ont défendu la reconnaissance du saintongeais comme langue de France (regroupés dans le Collectif pour la défense de l’identité saintongeaise et son journal Xaintonge), le poitevin-saintongeais est une invention d’universitaires poitevins pour les besoins de la création de la région Poitou-Charentes. Pour eux, le terme poitevin-saintongeais aurait été créé dans les années 1970 par des Charentais et des Poitevins soucieux de donner une nouvelle impulsion à la langue poitevine (mais maintenant on sait que ce terme est bien antérieur, on le trouve dès 1905). Le nouveau terme « poitevin-saintongeais » devait être le terme de l'union. Une langue dans laquelle les Saintongeais, pas plus que les Poitevins ne se reconnaissent. Toujours d'après eux, aucune œuvre littéraire dans cet idiome à part un dictionnaire et une grammaire.
Entre 2007 et fin 2009, le poitevin-saintongeais cesse d'apparaître dans la liste des langues de France, langues d'oïl, sur le site de la Délégation générale à la langue française et aux langues de France (DGLF), service du ministère de la Culture. À noter qu'une publication plus récente de la DGLFLF, en 2009, utilise encore l'appellation poitevin-saintongeais.
Mais le poitevin-saintongeais réapparaît dans la liste des langues de France, langues d'oïl, début 2010, sur le site de la Délégation générale à la langue française et aux langues de France (DGLFLF), service du ministère de la Culture, sous le libellé suivant : poitevin-saintongeais [dans ses deux variétés : poitevin et saintongeais]. 
En 2014, la ministre de la Culture Aurélie Filippetti déclare : « Pour la zone qui s'étend de la Loire à la Gironde, le ministère de la Culture et de la communication a réuni, il y a quelques années, une commission de linguistes qui ont considéré que le poitevin et le saintongeais ne pouvaient être présentés comme deux langues séparées, sans référence à une unité supérieure. Ils ont donc proposé une désignation, qui a été retenue comme la plus adéquate : « poitevin-saintongeais (dans ses deux variétés, poitevin et saintongeais) ». Cette formulation marque à la fois la cohérence du domaine par rapport aux autres langues d'oïl et les particularités propres à chacune des deux composantes. »